# ピト・サラス
ピト・サラス (Pito Salas)はキュラソー系アメリカ人で、マサチューセッツ州ケンブリッジを拠点にしている、ソフトウェア開発者である。ロータスのAdvanced Technology Group在職中の 1986年に「次世代」スプレッドシートの概念であるピボットテーブルを発明し、その機能を備えた製品として1989年にLotus Improvとしてリリースされた。
ビル・ジェレンとマイク・アレキサンダーは、著書『Pivot Table Data Crunching』の中で、ピト・サラスを「ピボット・テーブルの父」と呼び、アナリストが15分かけて行っていた複雑なデータテーブルとデータベース機能を、フィールドをドラッグして配置する「わずか数秒」に置き換えることができたと評価している。
サラスは Jeffrey BeirとeRoom Technology, Inc.を1996年に共同設立し、2002年にDocumentumに買収されるまで、同社の最高技術責任者を務めた。彼は、BlogBridge Newsreaderの主席アーキテクトであった。
サラスは、学位を取得したブランダイス大学で計算機科学担当教授を務めている。

### 引用
1. ↑  Jelen, Bill (2005). Pivot table data crunching. Michael Alexander. Indianapolis, Ind.: Que. ISBN 978-0-7897-3435-8. OCLC 74459505
2. ↑   Business Week[リンク切れ]
3. ↑  “Pito Salas”. Brandeis University. 2019年9月7日閲覧。